# Fleming + Wendeln
Die Fleming + Wendeln GmbH & Co. KG wurde 1986 gegründet und ist ein deutsches Unternehmen der Agrar- und Ernährungsbranche mit Sitz in Garrel. Es produziert Mischfutter, handelt mit Artikeln des landwirtschaftlichen Bedarfs und betreibt eine Tankstelle.

## Geschichte
Das Unternehmen wurde am 1. Juni 1986 als Zusammenschluss der Landhandelsbetriebe Clemens Fleming, Nikolausdorf und B. Wendeln jun. GmbH, Garrel gegründet. Beide Unternehmen waren zuvor langjährig in den Geschäftsfeldern Agrar- und Baustoffhandel aktiv.  
1991 wurde das Verkaufsgebiet erstmals ausgeweitet, indem das Futtermittelwerk LeiKra Kraftfuttermittel GmbH in Leipzig übernommen wurde. Dort werden Mischfutter für Veredelungsbetriebe in Sachsen, Sachsen-Anhalt, Thüringen und Brandenburg produziert. Seit 2002 ist das Unternehmen an der Friedrich Diekgerdes Landhandel GmbH in Hemmelte beteiligt. Durch eine Mehrheitsbeteiligung an der AWE - Agrarhandel Weser-Ems in Varel hat sich das Absatzgebiet im Jahr 2004 in Richtung Norden ausgeweitet.

## Unternehmen
Die Unternehmensgruppe produziert an sechs Standorten Futter für Schweine, Geflügel und Rinder. Neben der Herstellung und dem Vertrieb von Mischfutter bietet das Unternehmen zudem eine umfangreiche Produktpalette rund um den Ackerbau an. Dazu zählen Saatgut, Dünger und Pflanzenschutzmittel. Außerdem vermittelt Fleming + Wendeln organischen Dünger und handelt mit Kraftstoffen sowie mit Getreide, Sojaschrot, Rapsschrot und anderen Komponenten.
Geschäftsführer sind Jürgen Fleming, Alexander Fleming, Josef Abeling und Bernd Rötgers.